# 福島市吉井田学習センター
福島市吉井田学習センター（ふくしまし よしいだがくしゅうセンター）は、福島県福島市にある生涯学習施設である。

## 概要
福島市学習センター条例に基づき設置された学習センターの一つであり、福島市吉井田地区北側、荒川沿いの仁井田に位置する。もともとは福島市吉井田公民館として利用されており、吉井田地区住民の生涯学習の拠点として利用されてきた。建物は福島市役所吉井田支所との合築となっている。南側には福島市国体記念体育館が、西側には荒川桜づつみ河川公園が広がり、一帯は地区の文化・行政施設が集中している。

## 施設
1階
- 和室
- ホール
- 調理実習室
- 図書室（福島市立図書館分館）
- 福島市役所吉井田支所

2階
- 講義室
- 福島市役所吉井田支所大会議室

## 沿革
- 1955年4月 - 信夫郡吉井田村が福島市に編入合併されたことから福島市公民館の分館として福島市吉井田公民館が設置される。
- 1965年4月 - 2年後に福島市公民館条例が改正されるのに先立ち、新たに公民館本館として西公民館が設置され、吉井田公民館はその分館となる。
- 1995年7月 - 現在地に市役所支所との合築として吉井田公民館が建設され開館する。
- 2005年4月 - 福島市公民館条例が廃止され福島市学習センター条例が施行される。これにより従来の福島市吉井田公民館が福島市吉井田学習センターへ改称される。

## 開館
- 開館時間 - 午前9時～午後9時（未登録団体の専用使用は午後5時45分まで）
- 休館日 - 毎週火曜日、国民の祝日、12月29日から翌年1月3日まで

## アクセス
- JR東北本線福島駅より福島交通バス土船線 国体記念体育館入口停留所より徒歩5分

## 周辺
- 荒川
  - 荒川桜づつみ河川公園
- 福島市国体記念体育館
- 国道13号福島西道路西大橋
- 福島県道126号福島微温湯線